# Municipio de Elm (condado de Grant)
El municipio de Elm (en inglés: Elm Township) es un municipio ubicado en el condado de Grant en el estado estadounidense de Dakota del Norte. En el año 2010 tenía una población de 46 habitantes y una densidad poblacional de 0,51 personas por km².

## Geografía
El municipio de Elm se encuentra ubicado en las coordenadas 46°24′55″N 101°44′9″O / 46.41528, -101.73583. Según la Oficina del Censo de los Estados Unidos, el municipio tiene una superficie total de 90 km², de la cual 90 km² corresponden a tierra firme y (0 %) 0 km² es agua.

## Demografía
Según el censo de 2010, había 46 personas residiendo en el municipio de Elm. La densidad de población era de 0,51 hab./km². De los 46 habitantes, el municipio de Elm estaba compuesto por el 100 % blancos. Del total de la población el 0 % eran hispanos o latinos de cualquier raza.